# Турівка (Хмельницький район)
Турі́вка —  село в Україні, у Теофіпольській селищній громаді Хмельницького району Хмельницької області. Населення становить 390 осіб. До 2020 року орган місцевого самоврядування — Турівська сільська рада.

## Історія
7 (20) листопада 1917 року, відповідно до.Третього Універсалу Української Центральної Ради, увійшло до складу Української Народної Республіки.
12 червня 2020 року, відповідно до розпорядження Кабінету Міністрів України № 727-р «Про визначення адміністративних центрів та затвердження територій територіальних громад Хмельницької області», увійшло до складу Теофіпольської селищної громади.
19 липня 2020 року, в результаті адміністративно-територіальної реформи та ліквідації Теофіпольського району, село увійшло до складу Хмельницького району.
В минулому видобували торф, протягом багатьох років до 1967 року.

## Населення

### Мова
Розподіл населення за рідною мовою за даними :
| Мова       | Кількість | Відсоток |
| ---------- | --------- | -------- |
| українська | 374       | 95.90%   |
| вірменська | 11        | 2.82%    |
| російська  | 5         | 1.28%    |
| Усього     | 390       | 100%     |